# DOS Plus
DOS Plus (também denominado DOS+) é um sistema operacional em disco desenvolvido pela Digital Research, e lançado em 1985. Pode ser encarado como um estágio intermediário entre o CP/M-86 e o DR-DOS.
É capaz de executar programas escritos tanto para o ambiente CP/M-86 quanto MS-DOS 2.11, e pode ler e escrever nos formatos dos disquetes usados por ambos os sistemas. É capaz de execução multitarefa (para até quatro programas CP/M-86), mas executa apenas um programa DOS por vez.

## Interface do usuário
O DOS Plus apresenta uma linha de comando similar a do MS-DOS. Como neste último, possui um interpretador de linha de comando denominado COMMAND.COM. Há um arquivo AUTOEXEC.BAT, mas não um CONFIG.SYS. A grande diferença que o usuário irá perceber é que a última linha da tela contém informações de status tais como:
```
DDT86    ALARM                  UK8 PRN=LPT1      Num    10:17:30
```

O lado esquerdo da barra de status mostra os processos que estão sendo executados. O mais à esquerda estará visível na tela; os outros (se houver) estarão executando em segundo plano. O lado direito da barra exibe o layout do teclado (UK8, no exemplo acima), a porta de impressora em uso, a situação das teclas caps lock e num lock, e a hora local. Se um programa DOS estiver em execução, a linha de status não é exibida. Programas DOS não podem ser executados em segundo plano.
O layout de teclado em uso pode ser alterado pressionando-se Ctrl, Alt e uma das teclas de função F1-F5.

## Comandos
O DOS Plus contém um conjunto de comandos extras para dar suporte à sua limitada capacidade multitarefa:
- ADDMEM: estipula a quantidade de memória extra que será alocada para programas executáveis.
- ALARM: mensagem programável.
- BACKG: permite que processos em segundo plano sejam listados e parados.
- COMSIZE: estipula a quantidade de memória extra que será alocada para programas COM.
- PRINT: buffer de impressora.
- SLICE: estipula o quantitativo de tempo de processador alocado para o programa em primeiro plano.
- USER: estipula o número do usuário ao acessar mídia CP/M.

Também contém um subconjunto dos comandos DOS e CP/M. Por exemplo, possui um comando COPY embutido, e um utilitário PIP, os quais igualmente copiam arquivos.
O comando CD pode designar um dos três drives N:, O: ou P: para um diretório num drive diferente, de forma similar ao comando SUBST do MS-DOS. Por exemplo:
CD N:=C:\DATA\CONTAS
fará com que o diretório C:\DATA\CONTAS apareça como drive N:.

## Estrutura interna
O DOS Plus é inicializado por um único arquivo denominado DOSPLUS.SYS (em vez de IO.SYS / MSDOS.SYS, combinação do MS-DOS). Este arquivo está em formato CMD do CP/M-86, e é nternamente estruturado como um conjunto de módulos:
- O núcleo BDOS, o qual lida com a multitarefa e implementa a API CP/M.
- O XIOS, o qual é o componente dependente de máquina, que realiza funções de disco em baixo nível e de E/S de caracteres.
- O emulador de DOS, o qual converte cada chamada de função MS-DOS em uma ou mais chamadas CP/M. No caso de uma solicitação de mudança de diretório, por exemplo, isto seria traduzido como uma série de chamadas 'abra diretório', uma para cada diretório no caminho de busca.
- Um módulo que carrega o COMMAND.COM quando necessário. Este módulo contém a string "OS=CPCDOS", sugerindo que é baseado no código do Concurrent DOS.

## Computadores que utilizaram o DOS Plus
O DOS Plus foi o sistema operacional principal em computadores não compatíveis com o IBM PC, tais como o BBC Master 512 e o Philips :YES. As versões PC compatíveis foram fornecidas com o Amstrad PC1512 e o TRAN Jasmin Turbo.